# Daniel Muck (Schauspieler)
Daniel Muck (* 1976 in München) ist ein deutscher Schauspieler.

## Karriere
Sein Debüt gab er in den 1980er Jahren, als er 1986 in der Unterhaltungsserie Wartesaal zum kleinen Glück seine erste Gastrolle spielte. Ein Jahr später spielte er in drei weiteren Rollen in Michael Junckers Spielfilm Wann, wenn nicht jetzt?, in der Comedy-Serie Auch das noch… und im TV-Film Der Schatz.
Daniel Muck war des Öfteren mit Gastauftritten in verschiedenen Serien zu sehen, etwa in einer Episode der Arztserie Dr. Stefan Frank – Der Arzt, dem die Frauen vertrauen, in Happy Holiday, Aber ehrlich!, Der Alte oder Hier und jetzt. 1993 spielte Daniel Muck den Part des Tommy in einer Episode des Fernseh-Mehrteilers Die zweite Heimat – Chronik einer Jugend unter Regie von Edgar Reitz. Zwei Jahre später mimte er Dominic in der Mini-Serie Molly. In der Hörspielserie Bibi Blocksberg sprach er in einer Folge die Rolle des Micha.

## Filmografie
- 1999: Forsthaus Falkenau (Serie), Episode Tizianas Baum
- 1997: Dr. Stefan Frank – Der Arzt, dem die Frauen vertrauen (Serie), Episode Blutiger Akkord
- 1995: Molly
- 1994: Aber ehrlich! (Serie)
- 1993: Die zweite Heimat – Chronik einer Jugend, Episode Das Spiel mit der Freiheit
- 1993: Schwarz greift ein (Serie)
- 1992: Hier und jetzt (Serie)
- 1992: Happy Holiday (Serie), Episode Geheimnisse
- 1989: Der Alte (Serie), Episode Bahnhofsbaby
- 1987: Der Schatz
- 1987: Auch das noch…
- 1987: Wann, wenn nicht jetzt?
- 1986: Wartesaal zum kleinen Glück (Serie)